# Dawndraco
Dawndraco es un género extinto de pterosaurio pteranodóntido del Cretácico Superior de Norteamérica. 

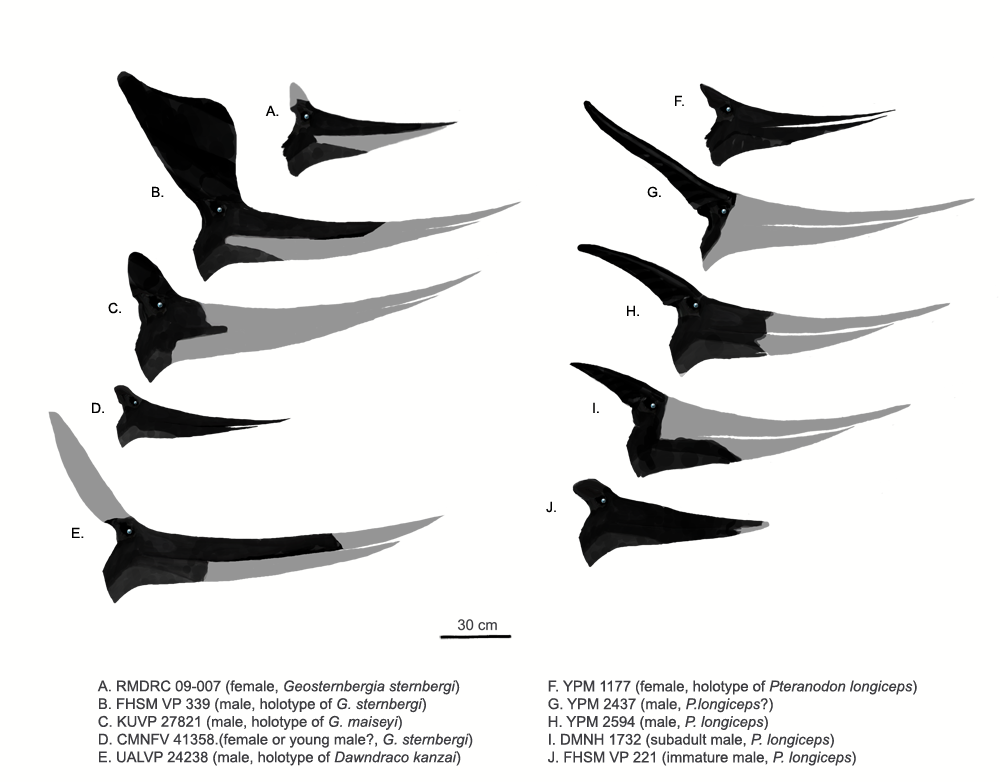
Variación en la anatomía craneal de pteranodóntidos, Dawndraco mostrado en la parte izquierda inferior (representado a escala, partes no preservadas mostradas en gris).

Dawndraco fue nombrado por Alexander W.A. Kellner en 2010. La especie tipo es Dawndraco kanzai. El nombre científico del género combina a la deidad Dawn de los iroqueses con el latín draco, "dragón". El nombre de la especie se refiere a la tribu Kanza de Kansas.
Dawndraco es conocido a partir del holotipo UALVP 24238, un esqueleto parcial que incluye un cráneo casi completo y mandíbulas inferiores. Fue recuperado en 1974 por Richard C. Fox y Allen Lindoe de rocas de la parte inferior del Miembro Smoky Hill Chalk de la formación Niobrara en Utica (Kansas). Estas rocas datan de finales del Coniaciense a principios del Santoniense, hace cerca de 86 millones de años.
El ejemplar fue antes referido a Pteranodon sternbergi. Sin embargo, cuando Kellner en 2010 asignó esta última especie al género Geosternbergia, él concluyó que el espécimen UALVP 24238 era muy diferente de como para ser un caso de variación individual o dimorfismo sexual y por lo tanto le dio un nombre de género y especie separados. Una característica única es que el hocico no es tan cónico hacia el frente como en Pteranodon, en lugar de ello los márgenes superior e inferior van casi en paralelo. Dawndraco fue asignado por Kellner a la familia Pteranodontidae.
En una detallada descripción y discusión del espécimen UALVP 24238, Martin-Silverstone et al. (2017) concluyeron que "D. kanzai" no era un género o especie diferente de Pteranodon. Ellos mostraron que su caracterización taxonómica era sospechosa o errónea, y que los argumentos estratigráficos usados para distinguir adicionalmente a "D. kanzai" de otros pteranodóntidos eran cuestionables al ser comparados con los rangos geológicos de otras especies de Smoky Hill Chalk. Ellos concluyeron que es más adecuado interpretar a UALVP 24238 como un individuo pequeño (aún inmaduro osteológicamente) de la clase de gran tamaño (macho) de Pteranodon sternbergi. Su interpretación recoge el escepticismo respecto de la revisión de 2010 de Pteranodon expresado por otros paleontólogos, varios de los cuales han continuado usando las taxonomías anteriores a 2010 al discutir a los pteranodóntidos de Smoky Hill Chalk.